# Kanton Montsauche-les-Settons
Der Kanton Montsauche-les-Settons war bis 2015 ein französischer Kanton im Arrondissement Château-Chinon (Ville) im Département Nièvre und in der Region Burgund; sein Hauptort war Montsauche-les-Settons. Vertreter im Generalrat des Départements war zuletzt von 1992 bis 2015 (wiedergewählt 2004 und 2010) Patrice Joly. 
Der Kanton war 342,69 km² groß und hatte (2006) 3.838 Einwohner (Stand 2006). Er lag im Mittel auf 571 Meter über dem Meeresspiegel, zwischen 277 m in Chaumard und 726 m in Planchez. 

## Gemeinden
Der Kanton bestand aus zehn Gemeinden:
| Gemeinde               | Einwohner Jahr | Fläche km² | Bevölkerungsdichte | Code INSEE | Postleitzahl |
| ---------------------- | -------------- | ---------- | ------------------ | ---------- | ------------ |
| Alligny-en-Morvan      | 645 (2013)     | –          | – Einw./km²        | 58003      | 58230        |
| Chaumard               | 209 (2013)     | –          | – Einw./km²        | 58068      | 58120        |
| Gien-sur-Cure          | 96 (2013)      | –          | – Einw./km²        | 58125      | 58230        |
| Gouloux                | 186 (2013)     | –          | – Einw./km²        | 58129      | 58230        |
| Montsauche-les-Settons | 538 (2013)     | –          | – Einw./km²        | 58180      | 58230        |
| Moux-en-Morvan         | 564 (2013)     | –          | – Einw./km²        | 58185      | 58230        |
| Ouroux-en-Morvan       | 651 (2013)     | –          | – Einw./km²        | 58205      | 58230        |
| Planchez               | 323 (2013)     | –          | – Einw./km²        | 58210      | 58230        |
| Saint-Agnan            | 155 (2013)     | –          | – Einw./km²        | 58226      | 58230        |
| Saint-Brisson          | 281 (2013)     | –          | – Einw./km²        | 58235      | 58230        |

## Bevölkerungsentwicklung
| 1962  | 1968  | 1975  | 1982  | 1990  | 1999  | 2006  |
| ----- | ----- | ----- | ----- | ----- | ----- | ----- |
| 4.975 | 5.468 | 4.947 | 4.595 | 4.367 | 3.879 | 3.838 |